# Syd Nathan
Syd Nathan (genauer Name: Sydney Nathan, * 27. April 1904 in Cincinnati, Ohio; † 5. März 1968 in Miami Beach, Florida) war ein bekannter Rhythm-and-Blues-Produzent.
Ehemals wollte Nathan Jazz-Schlagzeuger werden. Stattdessen arbeitete er sich zu einem der einflussreichsten Produzenten der R&B-Szene der 1950er und 1960er Jahre hoch. Mit Hilfe der Familie kam ein Startkapital von $ 25.000 zusammen, mit dem Nathan im August 1944 im eher Country-orientierten Cincinnati das Plattenlabel King Records gründete. Als die ersten Platten eine mindere Materialqualität aufwiesen, entschloss er sich zur zusätzlichen Gründung eines eigenen Presswerks. Im benachbarten Dayton produzierte Nathan bereits im September 1943 die zum Country & Western gehörenden Sheppard Brothers (Merle Travis und Grandpa Jones). Mit der Katalognummer King #500 erschien als erste Platte des neuen Labels von ihnen You’ll Be Lonesome Too / The Stepping Out Kind sowie mit #501 When Mussolini Laid His Pistol Down / Two Time Annie, obwohl das King-Label erst im August 1944 formal offiziell gegründet wurde.
Im August 1945 gründete er das Tochterlabel Queen Records, das sich ausschließlich der schwarzen Musik widmen sollte. Bereits im September 1945 erschien hier die erste Platte The Honeydripper von Bull Moose Jackson. Aber schon im August 1947 wurde Queen eingestellt und sein Katalog von 75 Platten etwa von Slim Gaillard, Annisteen Allen, Tab Smith und etablierten Gospel-Interpreten wie The Southern Harps, Wings Over Jordan und The Harmoneers wurden zu King Records übertragen („King Race Series“). Die Fusion mit King Records fand am 1. September 1947 statt.
Zu den weiteren Künstlern, die bei King Records unter Vertrag waren, zählten unter anderem James Brown, den Ralph Bass 1956 für King entdeckte, Little Willie John, Billy Ward & the Dominoes, Tiny Bradshaw, Hank Ballard & The Midnighters, Wynonie Harris, Eddie „Cleanhead“ Vinson, The "5" Royales, Bill Doggett, Earl Bostic, The Delmore Brothers, Bull Moose Jackson, Moon Mullican und Cowboy Copas. Nathan selbst stand in dem Ruf, sein Label wie ein Diktator zu leiten; er schrie oft und schüchterte sowohl Angestellte als auch Musiker ein. Aus diesem Grund erhielt er auch den Spitznamen „Little Caesar“.
Es gelang ihm und den von ihm eingesetzten Produzenten wie Ralph Bass oder Henry Glover, bis zu Beginn der 1960er Jahre einen umfangreichen Katalog aufzubauen, wodurch seine Plattenlabels im Jahre 1960 zur sechstgrößten Plattengruppe der USA aufstiegen und einen Umsatz von 150 Millionen Platten erzielten. Am 5. März 1968 starb Nathan in Miami Beach an einer Herzkrankheit. 1997 wurde er postum in der Kategorie „Non-Performers“ in die Rock and Roll Hall of Fame aufgenommen.
| Personendaten    | Personendaten                            |
| ---------------- | ---------------------------------------- |
| NAME             | Nathan, Syd                              |
| ALTERNATIVNAMEN  | Nathan, Sydney (vollständiger Name)      |
| KURZBESCHREIBUNG | US-amerikanischer R&B-Produzent          |
| GEBURTSDATUM     | 27. April 1904                           |
| GEBURTSORT       | Cincinnati, Ohio, Vereinigte Staaten     |
| STERBEDATUM      | 5. März 1968                             |
| STERBEORT        | Miami Beach, Florida, Vereinigte Staaten |